# Circuito de entrenamiento
El circuito de entrenamiento corresponde a una estructura sistemática y organizada de entrenamiento que se puede incluir dentro de la sesión, comprende la ejecución consecutiva de ejercicios interconectados en estaciones sin o con descanso mínimo entre ellos hasta el término del último ejercicio, momento en el cual se descansa un periodo mayor, para ejecutar hasta repetir un número determinado de series y luego pasar a otro circuito o finalizar. 
La gama de ejercicios en las estaciones incluye equipo de resistencia (como pesas, bandas elásticas, balones), así como espacios asignados para trabajar con el propio peso corporal en gestos deportivos o típicos de fitness (saltos, sentadillas, skipping, dribling, abdominales etc.).
Cada persona debe completar la actividad en esa estación antes de proceder a la próxima, en un instante de 20 a 30 segundos. Entonces, ellos continúan hasta que hayan pasado a lo largo de las estaciones una o dos veces, según sea requerido en  el cuerpo o hasta que se haya completado en un determinado tiempo. Puede ser de 12 periodos de 10 minutos cada uno...

## Tipos de circuitos
- Circuito abierto: Es donde se les indican a los integrantes la forma en la que se va a realizar el ejercicio, por ejemplo, el atleta realiza el ejercicio de acuerdo con sus condiciones físicas.
- Circuito cerrado: Se considera circuito cerrado, porque el profesor decide la forma de trabajar para ejecutar los ejercicios.
- Circuito mixto: Es la combinación de los anteriores en la que las estaciones unas son abiertas y otras son cerradas.

## Características de un circuito deportivo
1. Generalmente, se trabaja con compañeros
2. Los trabajos de estación son consecutivos y ordenados en forma de lupe
3. Se puede graduar la clasificación en forma individual.
4. Se puede trabajar con poco espacio.
5. Los ejercicios se deben realizar según las instrucciones que de el operador.
6. Los ejercicios lo realizan de acuerdo a su condición física.

## Normas del circuito de entrenamiento
Es recomendable trabajar de 6 a 12 estaciones, aunque también pueden ser 5 estaciones como mínimo. El trabajo debe ser prácticamente sin recuperación en cada estación, pero es recomendable para los alumnos darle 23 segundos de descanso. No debe trabajarse entre dos estaciones un mismo grupo muscular. Los ejercicios deben ser de fácil ejecución.

## Efectos del entrenamiento en circuito
El entrenamiento de intervalos de alta intensidad mejora las funciones musculares y respiratorias. - Mejora la respiración. - Fortalecimiento especialmente muscular. - Medida de adaptación del aparato cardiovascular al tipo de trabajo.

### Efectos inmediatos
- Nivel circulatorio: Aceleración de la frecuencia cardíaca. Aumento del volumen sistólico. Aumento de la velocidad de circulación.
- Nivel respiratorio: Aumenta la frecuencia respiratoria. Mayor ventilación pulmonar. Aumento del número alvéolo pulmonar.

### Efecto mediato
- Nivel circulatorio: Hipertrofia o desarrollo del corazón. Disminución de la presión arterial. Aumento del grosor de los vasos sanguíneos.
- Nivel de la sangre: Aumento de los glóbulos rojos. Disminución de los ácidos lácticos. Aumento de la hemoglobina.
- Nivel respiratorio: Aumenta el volumen minuto respiratorio. Aumenta la capacidad pulmonar. Disminuye la frecuencia respiratoria.
- Nivel Muscular: Aumento de la masa muscular. Mayor circulación interna de los músculos. Cambio de los tejidos musculares.
- Nivel nervioso: Mejoramiento de la excitabilidad neuromuscular. Reducción de cansancio.

## Ventajas y Desventajas del entrenamiento en circuitos y ejemplos

### Ventajas
- Rendimiento a la hora de realizar cualquier ejercicio.
- Buen desarrollo de las cualidades físicas.
- Mejora el funcionamiento muscular, respiratorio, resistencia y potencia.
- Mejoramiento de las velocidades físicas.
- Mejoramiento de masa muscular

### Desventajas
- Aumento de frecuencia respiratoria.
- Disminución de la presión arterial.
- Disminución del reposo del ritmo cardíaco.
- Aumento de la velocidad de la circulación.
- Cansancio extremo.
- Deshidratación.
- Deterioro muscular.

## Ejercicios de entrenamiento en circuito
Sentadillas: Las sentadillas son el Rey de los ejercicios para el desarrollo de piernas.
La ejecución del movimiento es la siguiente:
La barra se encuentra en un par de soportes, los mismos que están regulados a la altura de los hombros del atleta.
El atleta debe asumir una posición erecta, con las rodillas bloqueadas al principio y al final del levantamiento.
El atleta coloca la barra en la parte posterior de su cuerpo a la altura de los hombros y flexiona las rodillas, hasta que la parte superior de la pierna a la altura de la articulación de la cadera se encuentre por debajo del tope superior de la rodilla, procediendo a levantar nuevamente con las rodillas trabadas.
Abdominales rectos: Colocarse boca arriba, con la espalda recta apoyada sobre la colchoneta. Apoyar los talones en un banco o silla, las piernas deben quedar flexionadas en ángulo recto. Mantenga las piernas inmóviles, coloque ambas manos en la nuca y con los codos abiertos eleve el tronco y vuelva a bajar. Hay que flexionar los abdominales al subir y volver a la posición inicial con la espalda recta sobre el suelo. Subir y bajar suavemente 10 veces, tomar un descanso de 30 segundos y volver a realizar la serie de 10 dos veces más con su respectivo descanso. O sea deben realizarse 3 series de 10. Esto en caso de ser la primera vez que se realizan las abdominales. Si suele realizar abdominales, entonces, puede aumentar el número de repeticiones a 20 a 25 o 40 siempre en 3 series. En cuanto a la respiración debe aspirarse al bajar y exhalar al subir, o sea en el momento de la flexión.
Trote: Es el estado intermedio entre el caminar y correr, es llevar una carrera con un ritmo controlado y cadenciado, que nos permite recorrer grandes distancias con un paso de carrera constante. Se realiza apoyándose en los talones y con los codos pegados a la cintura.
Ejercicios de brazos: Suspensiones (colgarse, balancearse, trepar por una cuerda...), ejercicios de trepa en barras o en escalera; levantamiento de pesos mediante poleas, extensiones de brazos apoyando las manos en el suelo; extensiones de brazos con halteras o con tensores.
Ejercicios de espalda: Principalmente extensiones del tronco (arqueamiento hacia atrás). No deben emplearse los músculos de las piernas en lugar de los de la columna vertebral.
Ejercicios abdominales: Elevaciones de piernas y flexiones anteriores del tronco, ambas en posición de tendidos. 
Ejercicios de piernas: Subir y bajar de un banco o escalón, flexiones de piernas y saltos, sin pesas o con pesas.
Ejercicios combinados: Saltos y flexiones y extensiones de brazos apoyado en barras. Saltos y flexiones y extensiones de brazo mientras se está colgado de una barra.reyes